# Stenogaster fulgipennis
Stenogaster fulgipennis är en getingart som beskrevs av Félix Édouard Guérin-Méneville 1831. Stenogaster fulgipennis ingår i släktet Stenogaster och familjen getingar. Inga underarter finns listade i Catalogue of Life.